# Супрон, Анджей
Анджей Супрон (пол. Andrzej Supron); род. 22 октября 1952, Варшава) — польский борец греко-римского стиля, призёр Олимпийских игр, чемпион мира, двукратный чемпион Европы. Заслуженный мастер спорта Польши.

## Биография
Начал заниматься борьбой в 1963 году в клубе Elektrycznosz.
В 1970 году стал чемпионом мира среди юниоров и победил на чемпионате Европы в возрастной категории Espoir. В 1971 году занял шестое место на чемпионате мира, а в 1972 году завоевал бронзовую медаль чемпионата Европы. В это время переехал в Катовице, где поступил в горный техникум.
Поехал в девятнадцать лет на Олимпийские игры.
На Летних Олимпийских играх 1972 года в Мюнхене боролся в категории до 68 килограммов (лёгкий вес). Выбывание из турнира проходило по мере накопления штрафных баллов. За чистую победу штрафные баллы не начислялись, за победу за явным преимуществом начислялось 0,5 штрафных балла, за победу по очкам 1 штрафной балл, за ничью 2 или 2,5 штрафных балла, за поражение по очкам 3 балла, поражение за явным преимуществом 3,5 балла, чистое поражение — 4 балла. Если борец набирал 6 или более штрафных баллов, он выбывал из турнира. Титул оспаривали 23 борца.
Молодой польский борец в первой встрече не смог начать бороться и вместе с соперником на шестой минуте был дисквалифицирован на пассивность. Но затем в двух встречах Анджей Супрон побеждал чисто, и его остановил в четвёртом круге будущий чемпион Шамиль Хисамутдинов.
| Выступление на Олимпийских играх 1972 года | Выступление на Олимпийских играх 1972 года | Выступление на Олимпийских играх 1972 года | Выступление на Олимпийских играх 1972 года | Выступление на Олимпийских играх 1972 года | Выступление на Олимпийских играх 1972 года | Выступление на Олимпийских играх 1972 года |
| Круг                                       | Соперник                                   | Страна                                     | Результат                                  | Баллы                                      | Всего баллов                               | Время схватки                              |
| ------------------------------------------ | ------------------------------------------ | ------------------------------------------ | ------------------------------------------ | ------------------------------------------ | ------------------------------------------ | ------------------------------------------ |
| 1                                          | Симион Попеску                             | Румыния                                    | Поражение Дисквалификация обоих соперников | -4                                         | -4                                         | 5:58                                       |
| 2                                          | Сотириус Накос                             | Греция                                     | Победа Туше                                | 0                                          | -4                                         | 8:38                                       |
| 3                                          | Мохаммад Далириан                          | Иран                                       | Победа Туше                                | 0                                          | -4                                         | 2:26                                       |
| 3                                          | Шамиль Хисамутдинов                        | Союз Советских Социалистических Республик  | Поражение Туше                             | -4                                         | -8                                         | 8:10                                       |

В 1973 году остался пятым на чемпионате Европы, и лишь четырнадцатым на чемпионате мира. В 1974 году стал серебряным призёром чемпионата Европы и бронзовым чемпионата мира. В 1975 году стал чемпионом Европы и вице-чемпионом мира, таким образом, рассматривался на предстоящих играх как явный фаворит.
На Летних Олимпийских играх 1976 года в Монреале боролся в категории до 68 килограммов (лёгкий вес). Регламент остался почти тем же. Титул оспаривали 21 борец.
Несмотря на поражение в первой же встрече, Анджей Супрон дальше двигался неплохо. Однако в пятом предфинальном круге Супрон потерпел поражение от будущего чемпиона Сурена Налбандяна и выбыл из турнира с итоговым пятым местом.
| Выступление на Олимпийских играх 1976 года | Выступление на Олимпийских играх 1976 года | Выступление на Олимпийских играх 1976 года | Выступление на Олимпийских играх 1976 года | Выступление на Олимпийских играх 1976 года | Выступление на Олимпийских играх 1976 года | Выступление на Олимпийских играх 1976 года | Выступление на Олимпийских играх 1976 года |
| Круг                                       | Соперник                                   | Страна                                     | Результат                                  | Счёт                                       | Баллы                                      | Всего баллов                               | Время схватки                              |
| ------------------------------------------ | ------------------------------------------ | ------------------------------------------ | ------------------------------------------ | ------------------------------------------ | ------------------------------------------ | ------------------------------------------ | ------------------------------------------ |
| 1                                          | Штефан Русу                                | Румыния                                    | Поражение                                  | 1-13 За явным преимуществом                | -4                                         | -4                                         | 9:00                                       |
| 2                                          | Жаке Ван Ланкер                            | Бельгия                                    | Победа                                     | Туше                                       | 0                                          | -4                                         | 5:04                                       |
| 3                                          | Недельчо Недов                             | Болгария                                   | Победа                                     | 9-7                                        | -1                                         | -5                                         | 9:00                                       |
| 4                                          | Ким Хэ Мён                                 | Республика Корея                           | Победа                                     | Туше                                       | 0                                          | -5                                         | 1:47                                       |
| 5                                          | Сурен Налбандян                            | Союз Советских Социалистических Республик  | Поражение                                  | 4-7                                        | -1                                         | -6                                         | 9:00                                       |

В 1977 и 1978 годах на чемпионатах Европы оставался за чертой призёров, пятым и четвёртым соответственно. В 1978 году стал серебряным призёром чемпионата мира. В 1979 году попробовал себя на международной арене в полусреднем весе, взяв третье место на Гран-при Германии. Тем не менее, на основных соревнованиях продолжал выступать в лёгком весе, и в том же году стал чемпионом мира, а также завоевал бронзовую медаль чемпионата Европы. В 1980 году снова в полусреднем весе стал вторым на Гран-при Германии и в лёгком весе на чемпионате Европы остался десятым. Тем не менее, как действующий чемпион мира, снова рассматривался как фаворит перед Олимпийскими играми.
На Летних Олимпийских играх 1980 года в Москве боролся в категории до 68 килограммов (лёгкий вес). Регламент остался почти тем же. Титул оспаривали 15 человек.
Анджей Супрон выступал отменно, первые три встречи закончив досрочно, в четвёртой выбросил из турнира действующего олимпийского чемпиона Сурена Налбандяна и вышел в финал на первом месте. Вместе с ним в финал вышли его извечный соперник румын Штефан Русу и швед Ларс-Эрик Шёльд, которые друг с другом в предварительных схватках не встречались, поэтому требовалось провести все три встречи. В первой встрече Супрон на четвёртой минуте уложил на лопатки Ларса-Эрика Шёльда, но во второй встрече с минимальным счётом всё-таки уступил Штефану Русу. Тем не менее, всё зависело от последней встречи Шёльда и Русу, если бы победил Шёльд с любым счётом, то первым становился бы Супрон. Однако Русу победил и Шёльда, а Супрон остался на втором месте.
| Выступление на Олимпийских играх 1980 года | Выступление на Олимпийских играх 1980 года | Выступление на Олимпийских играх 1980 года | Выступление на Олимпийских играх 1980 года | Выступление на Олимпийских играх 1980 года | Выступление на Олимпийских играх 1980 года | Выступление на Олимпийских играх 1980 года | Выступление на Олимпийских играх 1980 года |
| Круг                                       | Соперник                                   | Страна                                     | Результат                                  | Счёт                                       | Баллы                                      | Всего баллов                               | Время схватки                              |
| ------------------------------------------ | ------------------------------------------ | ------------------------------------------ | ------------------------------------------ | ------------------------------------------ | ------------------------------------------ | ------------------------------------------ | ------------------------------------------ |
| 1                                          | Сахидад Хамиди                             | Афганистан                                 | Победа                                     | Дисквалификация                            | 0                                          | 0                                          | 5:28                                       |
| 2                                          | Карой Гаал                                 | Венгрия                                    | Победа                                     | Дисквалификация                            | 0                                          | 0                                          | 8:27                                       |
| 3                                          | Буяндэлгэрийн Болд                         | Монголия                                   | Победа                                     | Туше                                       | 0                                          | 0                                          | 7:10                                       |
| 4                                          | Сурен Налбандян                            | Союз Советских Социалистических Республик  | Победа                                     | 4-2                                        | -1                                         | -1                                         | 9:00                                       |
| 5                                          |                                            |                                            |                                            |                                            |                                            |                                            |                                            |
| Финал (встреча 1)                          | Ларс-Эрик Шёльд                            | Швеция                                     | Победа                                     | Туше                                       | 0                                          | 0                                          | 3:08                                       |
| Финал (встреча 2)                          | Штефан Русу                                | Румыния                                    | Поражение                                  | 2-3                                        | -3                                         | -3                                         | 9:00                                       |
| Финал (встреча 3)                          |                                            |                                            |                                            |                                            | -3                                         | -3                                         |                                            |

После игр окончательно перешёл в полусредний вес. В 1981 году был четвёртым на Гран-при Германии, и третьим на чемпионате Европы. В 1982 году Супрон стал чемпионом Европы, победил на Гран-при Германии, и завоевал серебряную медаль чемпионата мира. В 1983 году был вторым как на чемпионате мира (проиграв дебютанту Михаилу Мамиашвили), так и на чемпионате Европы. В 1984 году остался седьмым на чемпионате Европы. На Олимпийские игры 1984 года по известным причинам не поехал.
В 1985 году остался четвёртым на чемпионате мира и закончил карьеру.
Часто называется самым техничным польским борцом. По словам его постоянного соперника Штефана Русу

— Почему я меньше работал над техникой? — Русу неожиданно улыбается. — Её много, всю не увезешь! Понимаете, техника тонкая штука, её насильственно в себя не загонишь. Поляк Супрон был техничным уже в 16 лет. В этом я его никогда не догоню. А вот сила и выносливость — другое дело. Здесь воля помогает делать большие накопления. Я верил, что иду правильным путём…— http://stroymetr.com/gorodskaya-nedvizhimost/chempion-shtefanu-rusu/
В 1979 году окончил Академию физкультуры в Катовице, став тренером, долгое время работал тренером как на родине, так и за рубежом, в частности, в США. На настоящее время предприниматель в области фитнеса в Варшаве.
В 1993 году пробовал себя в политике, присоединился к польской партии любителей пива. Участвовал как кандидат в выборах в польский парламент от Самообороны. В 1995 году оставил политическую деятельность.
Спортивный комментатор, в 1998—2000 годах комментировал борьбу на канале WWF, сейчас комментирует борьбу и ММА на канале Eurosport и небольших каналах. В ММА также участвует как ринганноунсер. Получил некоторую известность как актёр, снявшись в ряде телевизионных сериалов.
Имеет трёх детей от первого брака. В 2012 году вступил в новый брак.
В 2013 году, наряду с Валентином Йордановым и Сагидом Муртазалиевым отослал свою медаль в Международный олимпийский комитет в знак протеста против планов исключения борьбы из программы Олимпийских игр.